# Rezerwat przyrody Dębina (województwo wielkopolskie)
Rezerwat przyrody Dębina – leśny rezerwat przyrody położony w gminie Wągrowiec, w powiecie wągrowieckim (województwo wielkopolskie). Leży na zachód od Wągrowca, na piaszczysto-żwirowej, najwyższej terasie rzeki Wełny.
Powierzchnia rezerwatu to 31,30 ha (akt powołujący podawał 30,39 ha).
Został utworzony w 1957 roku w celu ochrony naturalnego lasu dębowo-grabowego (grądu z pomnikowymi dębami i bogatym runem, a także ostoi ptactwa, m.in. kolonia czapli siwej).

## Szata roślinna
W mniej więcej 300-letnich drzewostanach rezerwatu stwierdzono obecność m.in. 93 potężnych dębów o obwodzie pnia przekraczającym 300 cm.
Poza grądami zajmującymi 90% powierzchni rezerwatu, w Dębinie występuje 11 innych zbiorowisk roślinnych, w tym trzy naturalne zbiorowiska leśne. Roślinność antropogeniczna występuje jedynie wzdłuż dróg leśnych.
Florę rezerwatu Dębina tworzy:
- 448 gatunków roślin naczyniowych
- 55 gatunków mszaków
- 40 gatunków porostów
- 233 gatunków grzybów
- 68 gatunków glonów

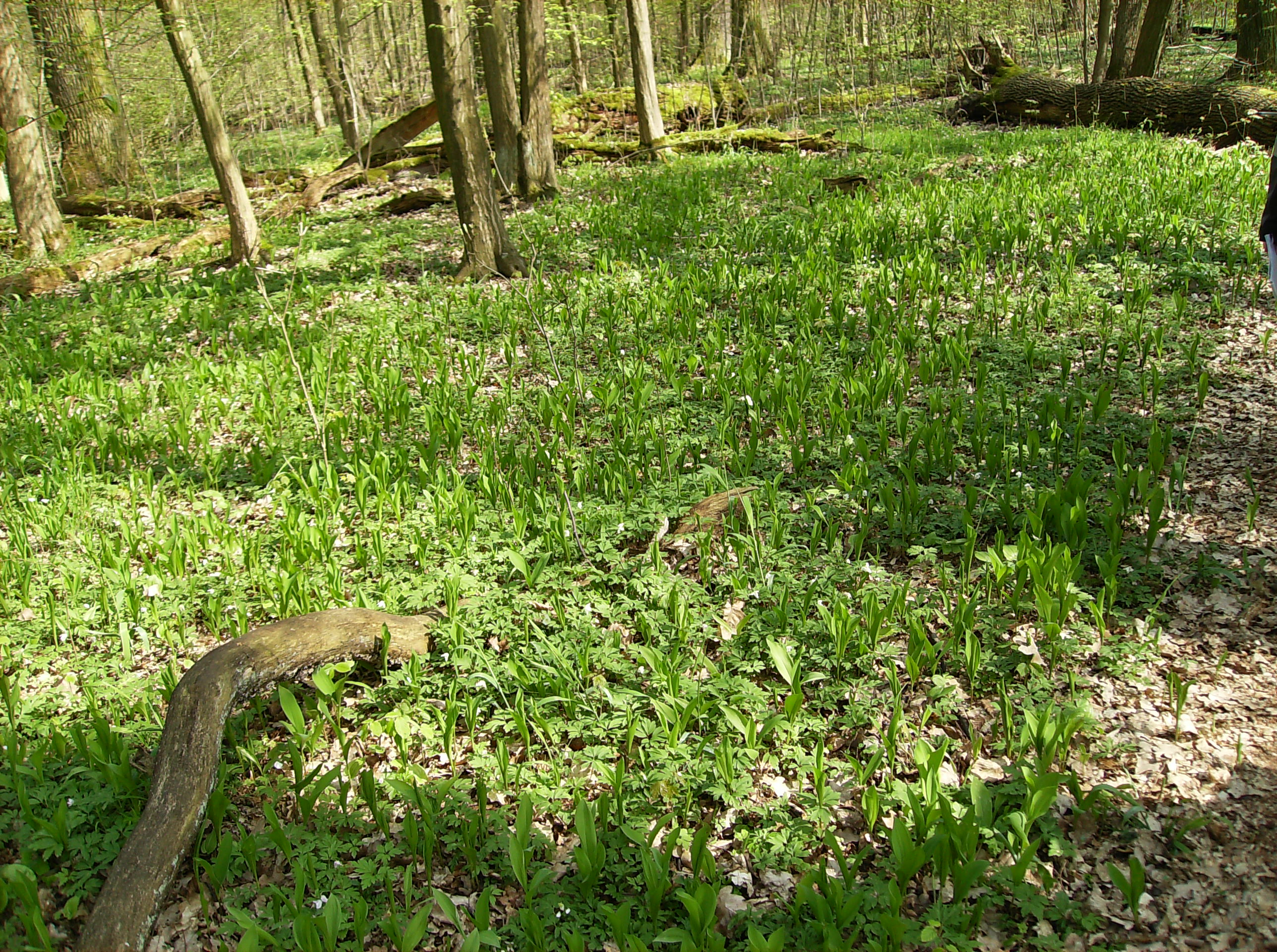
Aspekt wiosenny runa leśnego: Konwalia majowa (Convallaria majalis) rosnąca w rezerwacie. Koniec kwietnia

Rezerwat jest jedynym miejscem w Polsce, w którym znaleziono pieczarkę najmniejszą.

## Podstawa prawna
- Zarządzenie Ministra Leśnictwa i Przemysłu Drzewnego z dn. 30.04.1957 r. (M.P. z 1957 r. nr 44, poz. 277)
- Obwieszczenie Wojewody Wielkopolskiego z dn. 4.10.2001 r. w sprawie ogłoszenia wykazu rezerwatów przyrody utworzonych do dn. 31.12.1998 r.
- Zarządzenie Nr 2/09 Regionalnego Dyrektora Ochrony Środowiska w Poznaniu z dnia 12 lutego 2009 r. w sprawie rezerwatu przyrody „Dębina” (Dz. Urz. Woj. Wlkp. z 2009 r. Nr. 49, poz. 711).
zmienione przez: Zarządzenie Regionalnego Dyrektora Ochrony Środowiska w Poznaniu z dnia 4 stycznia 2018 r. zmieniające zarządzenie w sprawie rezerwatu przyrody „Dębina” (Dz. Urz. Woj. Wielkopolskiego z 2018 r. poz. 617)